# Petriwci
Petriwci (ukr. Петрівці) – wieś na Ukrainie, w rejonie mirhorodzkim obwodu połtawskiego. Zamieszkuje 1685 osób.